# Queer Lion 2010
Il Queer Lion 2010, quarta edizione del riconoscimento collaterale che premia «il miglior film con tematiche omosessuali & Queer Culture», si tenne nel quadro delle manifestazioni previste per la LXVII Mostra del Cinema di Venezia.
Il premio è patrocinato dalla Regione Veneto e dal Comune di Venezia; la direzione dell'evento del premio fu affidata a Daniel Casagrande e l'organizzazione a CinemArte.
La cerimonia di premiazione si tenne il 10 settembre 2010 e il vincitore del premio fu En el futuro, mediometraggio sperimentale argentino diretto da Mauro Andrizzi.

## Giuria
La giuria del Queer Lion 2010 ha visto la composizione di tre membri:
- Ivan Stefanutti (presidente[1][6]),
- Roberto Cuzzillo,[1]
- Daniele Sartori.[1]

## Film in concorso

### Venezia 67
- Il cigno nero (Black Swan), diretto da Darren Aronofsky (Stati Uniti d'America 2010)
- Drei diretto da Tom Tykwer (Germania 2010)
- Potiche - La bella statuina diretto da François Ozon (Francia 2010)
- Amore facciamo scambio? (Happy Few), regia di Antony Cordier (Francia 2010)
- Attenberg diretto da Athina Rachel Tsangari (Grecia 2010)

### Giornate degli autori
- Et in terra pax  diretto da Matteo Botrugno e Daniele Coluccini (Italia 2010)
- Lisetta Carmi. Un'anima in cammino diretto da Daniele Segre (Italia 2010)

### Orizzonti
- En el futuro diretto da Mauro Andrizzi (Argentina 2010)
- La belle endormie diretto da Catherine Breillat (Francia 2010)